# Phaeoceros pearsonii
Phaeoceros pearsonii là một loài rêu trong họ Anthocerotaceae. Loài này được M. Howe Prosk. mô tả khoa học đầu tiên năm 1951.